# Карамзин, Николай Михайлович
Никола́й Миха́йлович Карамзи́н (1 [12] декабря 1766, Знаменское, Симбирская губерния (либо село Михайловка (Преображенка), Оренбургская губерния) — 22 мая [3 июня] 1826, Санкт-Петербург) — русский писатель и историк. Действительный статский советник (1824). Почётный член Петербургской академии наук (с 1818).
Главный представитель сентименталистской литературы конца XVIII—начала XIX века, один из реформаторов русского литературного языка. Единственный официальный историограф русского императорского двора (с 1803).
В молодости был редактором «Московского журнала» (1791—1792), журнала «Вестник Европы» (1802—1803) и альманаха «Аглая» (1794—1795), в которых публиковал в том числе свои произведения: стихи и написанные в духе сентиментализма и предромантизма повести «Бедная Лиза», «Наталья, боярская дочь», «Остров Борнгольм», «Сиерра-Морена» и др. В 1803 году была опубликована историческая повесть «Марфа-посадница». Самым значительным художественным произведением Карамзина стали «Письма русского путешественника» (1791—1792). С 1803 года писатель сосредоточился на создании «Истории государства Российского» (тома 1—12, 1803—1826) — одного из первых обобщающих трудов по истории России, оставшегося незаконченным.
Он обогатил язык некоторыми словами-кальками (например, «занимательный») и популяризировал более ранние (например, «трогательный», «влияние»), именно он придал современное толкование термину «промышленность». В 1797 году ввёл в употребление букву ё (впервые — в журнале «Аониды»).

## Биография

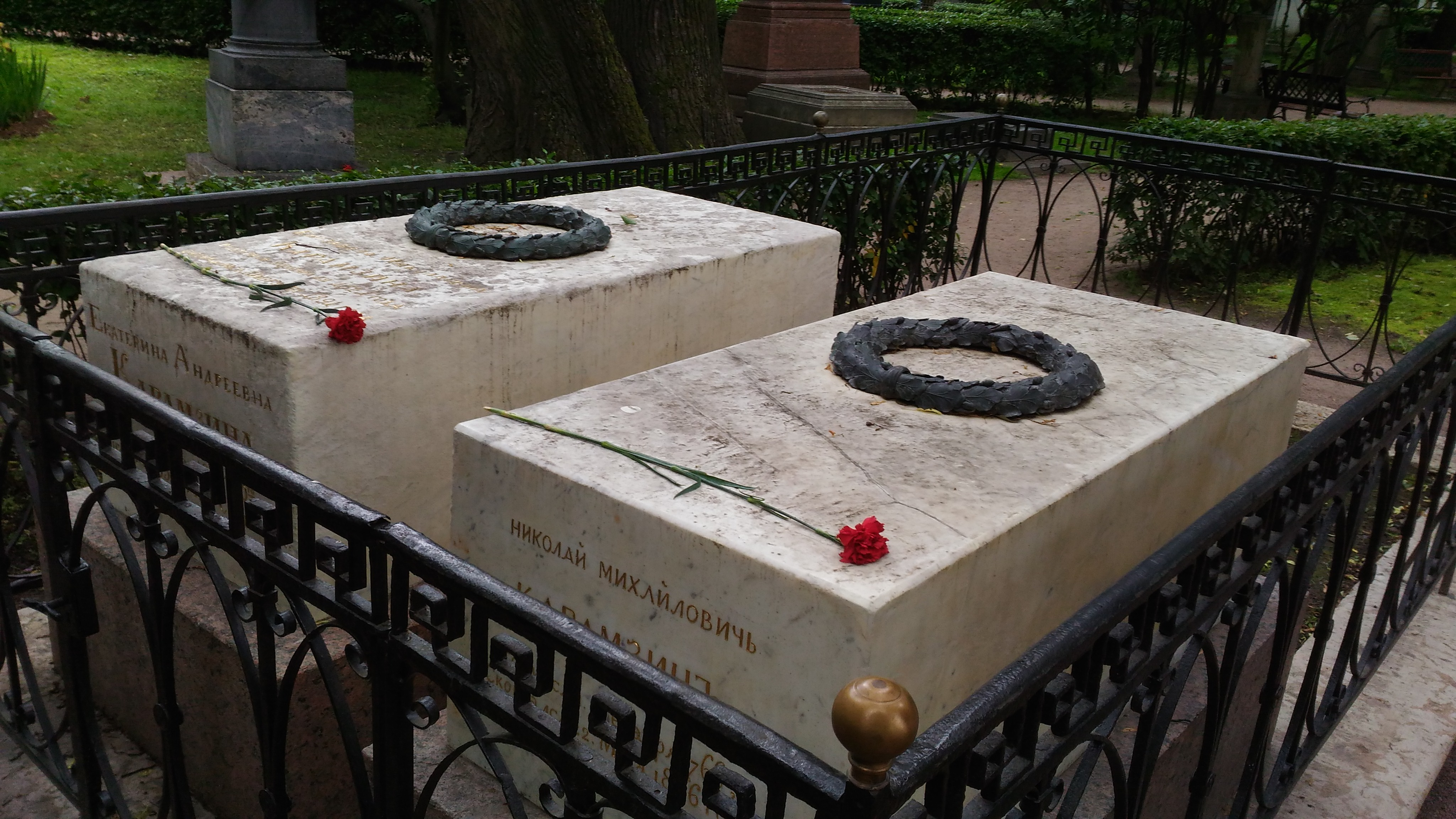
Могила Н. М. Карамзина и его супруги Е. А. Карамзиной на Тихвинском кладбище Александро-Невской лавры Санкт-Петербурга

Николай Михайлович Карамзин родился 1 (12) декабря 1766 года около Симбирска в родовом селе Карамзинке (по другой версии — родился в деревне Каразихе (Михайловке) Оренбургской губернии). Вырос в усадьбе отца, отставного капитана Михаила Егоровича Карамзина (1724—1783), среднепоместного симбирского дворянина из рода Карамзиных, происходящего от татарского Кара-мурзы, и матери — Екатерины Петровны Пазухиной.
Первоначальное образование получил в частном пансионе в Симбирске. В 1778 году был отправлен в Москву в пансион профессора Московского университета И. М. Шадена. Одновременно посещал в 1781—1782 годах лекции И. Г. Шварца в Московском университете.
С апреля 1781 по январь 1784 года служил в лейб-гвардии Преображенском полку, из которого вышел в отставку по прошению в чине поручика и больше никогда не служил, предпочтя жизнь светского человека и литератора. Ко времени военной службы относятся его первые литературные опыты. После отставки некоторое время жил в Симбирске, а потом — в Москве. В Симбирске вступил в масонскую ложу «Золотого венца», а после приезда в Москву в течение четырёх лет (1785—1789) был членом «Дружеского учёного общества».
В Москве Карамзин познакомился с писателями и литераторами: Н. И. Новиковым, А. М. Кутузовым, А. А. Петровым, участвовал в издании первого русского журнала для детей — «Детское чтение для сердца и разума», переводил Камоэнса и Шекспира. Слыл любителем танцев и страстным модником, за что получил прозвище «господин Попугаев».
В 1789—1790 годах, путешествуя по Европе, посетил Иммануила Канта в Кёнигсберге, восхитился Берлином и побывал в Париже во время Великой французской революции. По впечатлениям от этой поездки были написаны знаменитые «Письма русского путешественника», публикация которых сразу же сделала Карамзина известным литератором. Некоторые филологи считают, что именно с этой книги ведёт свой отсчёт современная русская литература. Как бы то ни было, в литературе русских «путешествий» Карамзин действительно стал пионером — быстро нашедшим как подражателей (В. В. Измайлов, П. И. Сумароков, П. И. Шаликов), так и достойных преемников (А. А. Бестужев, Н. А. Бестужев, Ф. Н. Глинка, А. С. Грибоедов). Именно с тех пор Карамзин и считается одним из главных литературных деятелей России.

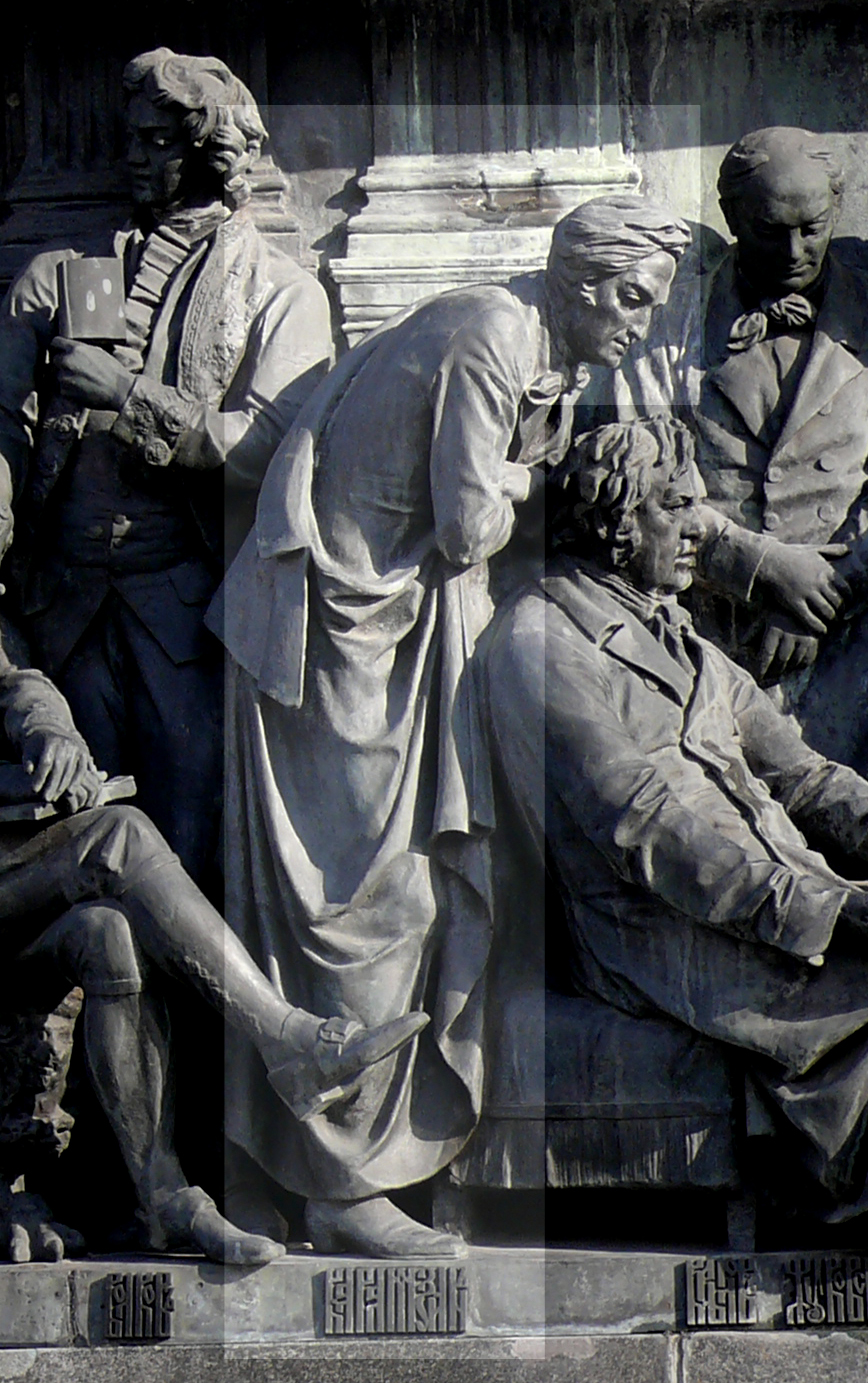
Н. М. Карамзин на памятнике «1000-летие России» в Великом Новгороде

По возвращении из поездки в Европу Карамзин поселился в Москве и начал профессионально заниматься писательской и журналистской деятельностью, приступив к изданию «Московского журнала» (1791—1792) — первый русский литературный журнал, в котором среди других произведений Карамзина появилась упрочившая его славу повесть «Бедная Лиза». Затем выпустил ряд сборников и альманахов: «Аглая», «Аониды», «Пантеон иностранной словесности», «Мои безделки», которые сделали сентиментализм основным литературным течением в России, а Карамзина — его признанным лидером.

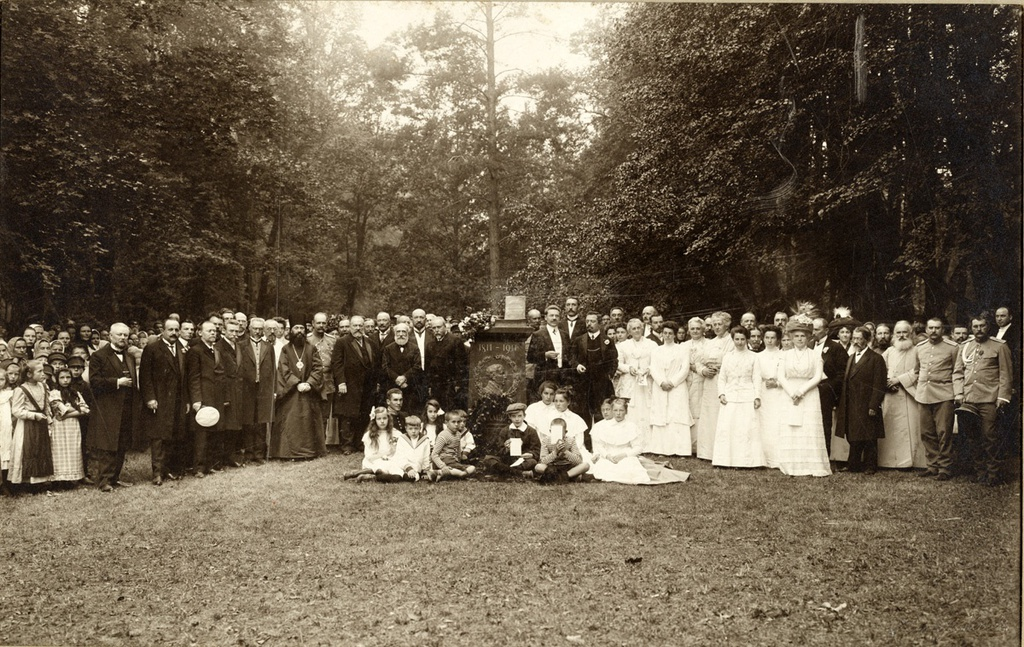
Усадьба Шереметевых Остафьево. Открытие памятника Карамзину. 1911 г.

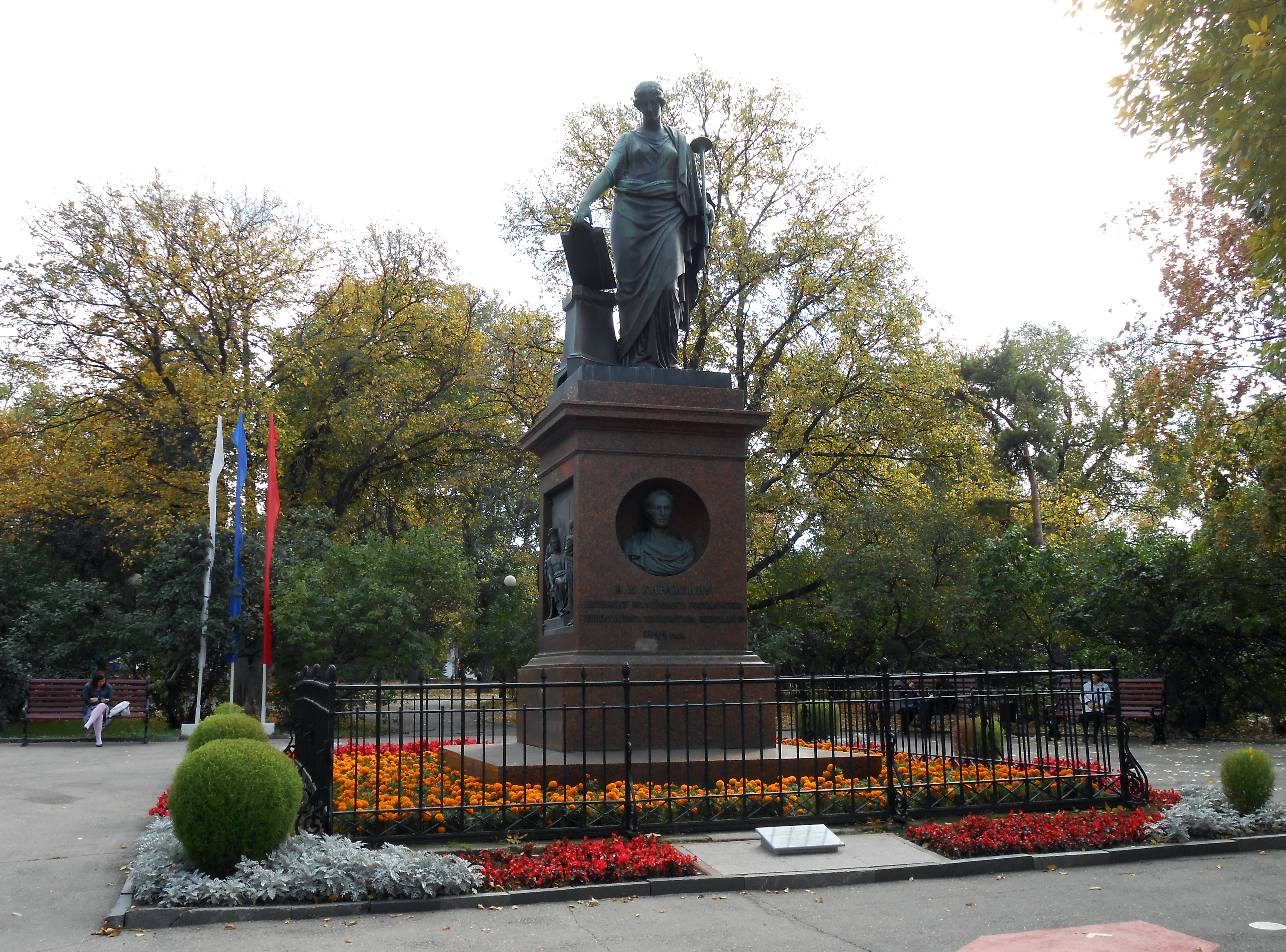
Памятник Н. М. Карамзину (Ульяновск).

Помимо прозы и стихов, «Московский журнал» систематически публиковал рецензии, критические статьи и театральные разборы. В мае 1792 года в журнале была напечатана рецензия Карамзина на ироикомическую поэму Николая Осипова «Виргилиева Энеида, вывороченная наизнанку». Император Александр I именным указом от 31 октября 1803 года даровал Карамзину звание историографа; к званию тогда же было добавлено 2 тыс. руб. ежегодного жалования. Титул историографа в России после смерти Карамзина не возобновлялся. С начала XIX века Карамзин постепенно отошёл от художественной литературы, а с 1804 года, после назначения на должность историографа, он прекратил всякую литературную работу, «постригся в историки». В связи с этим он отказывался от предлагавшихся ему государственных постов, в частности, от должности тверского губернатора. С 1804 по 1815 год историк работает в усадьбе князей Вяземских Остафьево.
С 1806 года — почётный член Московского университета. 1 июля 1810 года пожалован кавалером ордена Святого равноапостольного князя Владимира III степени.
В 1811 году написал «Записку о древней и новой России в её политическом и гражданском отношениях», в которой отражались взгляды консервативных слоёв общества, недовольных либеральными реформами императора. Своей задачей он ставил доказательство того, что никаких преобразований проводить в стране не нужно. «Записка о древней и новой России в её политическом и гражданском отношениях» сыграла также роль набросков к последующему огромному труду Карамзина по русской истории.
В 1812 году при эвакуации из Москвы Карамзин отправил с женой, Екатериной Андреевной, неоконченную рукопись «Истории государства Российского», «лучший и полный» её экземпляр, который некоторое время хранился в Ярославле и таким образом был спасён для потомков от московского пожара.
В феврале 1818 года Карамзин выпустил в продажу первые восемь томов «Истории государства Российского», трёхтысячный тираж которых разошёлся в течение месяца. В последующие годы вышли ещё три тома «Истории», появился ряд её переводов на главнейшие европейские языки. Освещение русского исторического процесса сблизило Карамзина с двором и царём, поселившим его подле себя в Царском Селе. Политические воззрения Карамзина эволюционировали постепенно, и к концу жизни он стал убеждённым сторонником абсолютной монархии. Незаконченный 12-й том «Истории» был издан после смерти автора.
Скончался от чахотки 22 мая (3 июня)  1826 года в Санкт-Петербурге. По преданию, смерть его стала следствием простуды, полученной 14 декабря 1825 года, когда Карамзин воочию наблюдал события на Сенатской площади. Похоронен в Александро-Невской лавре на Тихвинском кладбище — Некрополе мастеров искусств.

## Карамзин — писатель
Собрание сочинений Н. М. Карамзина в 11 томах в 1803—1815 годах было напечатано в типографии московского книгоиздателя Селивановского.
«Влияние последнего <Карамзина> на литературу можно сравнить с влиянием Екатерины на общество: он сделал литературу гуманною», — писал А. И. Герцен.
«Карамзин представляет, точно, явление необыкновенное. Вот о ком из наших писателей можно сказать, что он весь исполнил долг, ничего не зарыл в землю и на данные ему пять талантов истинно принес другие пять. Карамзин первый показал, что писатель может быть у нас независим и почтен всеми равно, как именитейший гражданин в государстве. Он первый возвестил торжественно, что писателя не может стеснить цензура, и если уже он исполнился чистейшим желанием блага в такой мере, что желанье это, занявши всю его душу, стало его плотью и пищей, тогда никакая цензура для него не строга, и ему везде просторно. Он это сказал и доказал. Никто, кроме Карамзина, не говорил так смело и благородно, не скрывая никаких своих мнений и мыслей, хотя они и не соответствовали во всем тогдашнему правительству, и слышишь невольно, что он один имел на то право», — Н. В. Гоголь.

### Сентиментализм
Публикация Карамзиным «Писем русского путешественника» (1791—1792) и повести «Бедная Лиза» (1792; отдельное издание — 1796) открыли в России эпоху сентиментализма.

Лиза удивилась, осмелилась взглянуть на молодого человека, — ещё более закраснелась и, потупив глаза в землю, сказала ему, что она не возьмёт рубля.

— Для чего же?

— Мне не надобно лишнего.

— Я думаю, что прекрасные ландыши, сорванные руками прекрасной девушки, стоят рубля. Когда же ты не берёшь его, вот тебе пять копеек. Я хотел бы всегда покупать у тебя цветы; хотел бы, чтоб ты рвала их только для меня.

Доминантой «человеческой природы» сентиментализм объявил чувство, а не разум, что отличало его от классицизма. Сентиментализм идеалом человеческой деятельности полагал не «разумное» переустройство мира, а высвобождение и совершенствование «естественных» чувств. Его герой более индивидуализирован, его внутренний мир обогащается способностью сопереживать, чутко откликаться на происходящее вокруг.
Публикация этих произведений имела большой успех у читателей того времени, «Бедная Лиза» вызвала множество подражаний. Сентиментализм Карамзина оказал большое влияние на развитие русской литературы: от него отталкивался, в том числе, романтизм Жуковского, творчество Пушкина.

### Поэзия Карамзина
Поэзия Карамзина, развивавшаяся в русле европейского сентиментализма, кардинально отличалась от традиционной поэзии его времени, воспитанной на одах Ломоносова и Державина. Наиболее существенными были следующие отличия:
Карамзина интересует не внешний, физический мир, а внутренний, духовный мир человека. Его стихи говорят «на языке сердца», а не разума. Объект поэзии Карамзина составляет «простая жизнь», и для её описания он использует простые поэтические формы — бедные рифмы, избегает обилия метафор и других тропов, столь популярных в стихах его предшественников.
«Кто же милая твоя?»
Я стыжусь; мне, право, больно
Странность чувств моих открыть
И предметом шуток быть.
Сердце в выборе не вольно!..
Что сказать? Она… она.
Ах! нимало не важна
И талантов за собою
Не имеет никаких;
…
Странность любви, или бессонница (1793)
Другое отличие поэтики Карамзина состоит в том, что мир для него принципиально непознаваем, поэт признаёт наличие разных точек зрения на один и тот же предмет:
Один голос

Страшно в могиле, хладной и тёмной!
Ветры здесь воют, гробы трясутся,
Белые кости стучат.
Другой голос
Тихо в могиле, мягкой, покойной.
Ветры здесь веют; спящим прохладно;
Травки, цветочки растут.
Кладбище (1792)

### Проза Карамзина
- «Евгений и Юлия», повесть (1789)

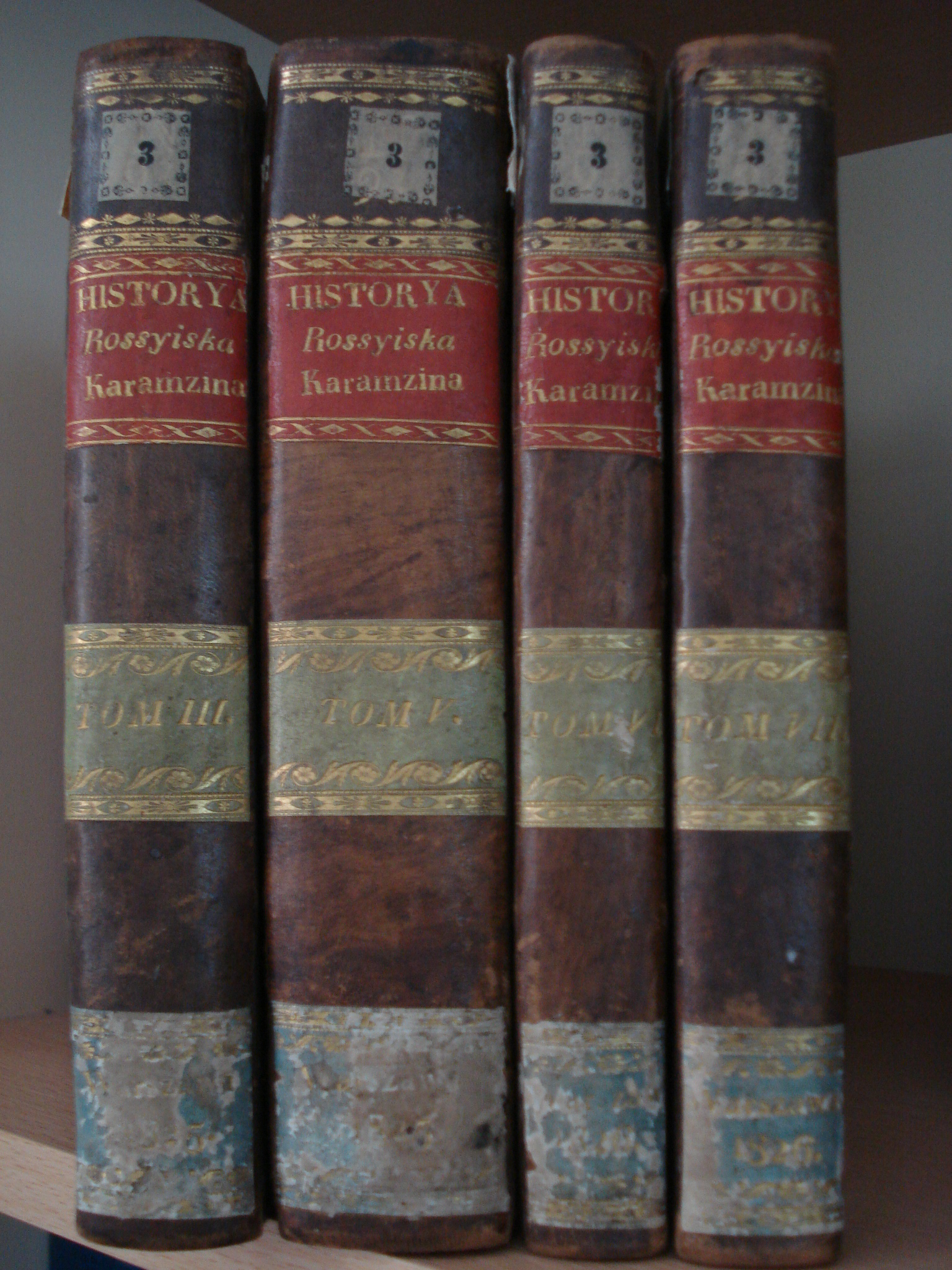
Первое издание «Истории» Карамзина на польском языке

- «Письма русского путешественника» (1791—1792)
- «Бедная Лиза», повесть (1792)
- «Наталья, боярская дочь», повесть (1792)
- «Прекрасная царевна и счастливый карла» (1792)
- «Сиерра-Морена», повесть (1793)
- «Остров Борнгольм» (1793)
- «Юлия» (1796)
- «Марфа-посадница, или Покорение Новагорода», повесть (1802)
- «Моя исповедь» (1802)
- «Чувствительный и холодный» (1803)
- «Рыцарь нашего времени» (1803)
- Перевод — пересказ «Слова о полку Игореве»
- «О дружбе» (1826) А. С. Пушкину.

### Реформа языка Карамзина

Памятник букве «Ё» (Ульяновск).

Проза и поэзия Карамзина оказали решительное влияние на развитие русского литературного языка. Карамзин целенаправленно отказывался от использования церковнославянской лексики и грамматики, приводя язык своих произведений к обиходному языку своей эпохи и используя в качестве образца грамматику и синтаксис французского языка.
Карамзин ввёл в русский язык множество новых слов — как неологизмов («благотворительность», «влюблённость», «вольнодумство», «достопримечательность», «ответственность», «подозрительность», «промышленность» в современном значении, «утончённость», «человечный»), так и варваризмов («тротуар»). Также он, по последним научным исследованиям, изобрёл букву Ё (по другой версии, он лишь одним из первых начал её использовать).
Изменения в языке, предлагавшиеся Карамзиным, вызвали бурную полемику в 1810-х годах. Писатель А. С. Шишков при содействии Державина основал в 1811 году общество «Беседа любителей русского слова», целью которого была пропаганда «старого» языка, а также критика Карамзина, Жуковского и их последователей. В ответ в 1815 году образовалось литературное общество «Арзамас», которое иронизировало над авторами «Беседы» и пародировало их произведения. Членами общества стали многие поэты нового поколения, в том числе Батюшков, Вяземский, Давыдов, Жуковский, Пушкин. Литературная победа «Арзамаса» над «Беседой» упрочила победу языковых изменений, которые ввёл Карамзин.
Позже произошло сближение с Шишковым, который содействовал избранию Карамзина в 1818 году членом Российской академии. В том же году он стал членом Императорской академии наук.

## Карамзин — историк
Интерес к истории возник у Карамзина с середины 1790-х годов. Он написал повесть на историческую тему — «Марфа-посадница, или Покорение Новагорода» (опубликовано в 1803). В этом же году указом Александра I Карамзин был назначен на должность историографа и до конца своей жизни занимался написанием «Истории государства Российского», практически прекратив деятельность журналиста и писателя.
«История государства Российского» Карамзина не была первым описанием истории России, до него были труды В. Н. Татищева и М. М. Щербатова. Однако именно Карамзин открыл историю России для широкой образованной публики. По словам А. С. Пушкина, «Все, даже светские женщины, бросились читать историю своего отечества, дотоле им неизвестную. Она была для них новым открытием. Древняя Россия, казалось, найдена Карамзиным, как Америка — Колумбом». Это произведение вызвало также и волну подражаний и противопоставлений (например, «История русского народа» Н. А. Полевого).
В своём труде Карамзин выступал больше как писатель, чем историк — описывая исторические факты, он заботился о красоте языка, менее всего стараясь делать какие-либо выводы из описываемых им событий. Тем не менее высокую научную ценность представляют его комментарии, которые содержат множество выписок из рукописей, большей частью впервые опубликованных Карамзиным. Некоторые из этих рукописей утеряны.
В известной эпиграмме, чьё авторство приписывается А. С. Пушкину, освещение Карамзиным истории России подвержено критике:
В его «Истории» изящность, простота
Доказывают нам, без всякого пристрастья,
Необходимость самовластья
И прелести кнута.
Карамзин выступал за организацию мемориалов и установление памятников выдающимся деятелям отечественной истории, в частности, К. М. Сухорукову (Минину) и князю Д. М. Пожарскому на Красной площади (1818).
Н. М. Карамзин открыл «Хождение за три моря» Афанасия Никитина в рукописи XVI века и опубликовал его в 1821 году. Он писал:

 «Доселе географы не знали, что честь одного из древнейших, описанных европейских путешествий в Индию принадлежит России Иоаннова века … Оно (путешествие) доказывает, что Россия в XV веке имела своих Тавернье и Шарденей, менее просвещённых, но равно смелых и предприимчивых; что индийцы слышали об ней прежде нежели о Португалии, Голландии, Англии. В то время как Васко да Гама единственно мыслил о возможности найти путь от Африки к Индостану, наш тверитянин уже купечествовал на берегу Малабара …»

## Карамзин — переводчик
В 1787 году, увлечённый творчеством Шекспира, Карамзин опубликовал свой перевод оригинального текста трагедии «Юлий Цезарь». Оценку произведению и собственному переводческому труду Карамзин дал в предисловии: 

 «Трагедия, мною переведенная, есть одно из превосходных его творений… Если чтение перевода доставит российским любителям литературы достаточное понятие о Шекеспире; если оно принесёт им удовольствие, то переводчик будет награждён за труд его. Впрочем, он приготовился и к противному». 
 В начале 1790-х годов это издание, одно из первых произведений Шекспира на русском языке, было включено цензурой в число книг для изъятия и сожжения.
В 1792—1793 годах Н. М. Карамзин перевёл (с английского) памятник индийской литературы — драму Калидасы «Шакунтала».
В предисловии к переводу он написал:

 «Творческий дух обитает не в одной Европе; он есть гражданин вселенной. Человек везде — человек; везде имеет он чувствительное сердце, и в зеркале воображения своего вмещает небеса и землю. Везде Натура есть его наставница и главный источник его удовольствий.
Я чувствовал сие весьма живо, читая Саконталу, драму, сочинённую на индейском языке, за 1900 лет перед сим, Азиатским поэтом Калидасом, и недавно переведенную на английской Виллиамом Джонсом, бенгальским судьею…»

## Карамзин — издатель
Начало издательской деятельности Карамзина относится к тому периоду, когда он вернулся в Россию. В 1791—1792 годах Карамзин издает «Московский журнал», где одновременно выступает как редактор. В 1794 году выпускает альманах «Аглая» (т.1, 1794; т. 2, 1795; переиздание, 1796). Такой тип издания был новым для России и благодаря Карамзину утвердился в её культурной жизни. Карамзин стал также создателем первой русской поэтической антологии, получившей название «Аониды» (1796—1799). В эти сборники он поместил не только свои стихи, но и стихи современников — Г. Р. Державина, И. И. Дмитриева, М. М. Хераскова и многих молодых поэтов. А в 1798 году издает сборник «Пантеон иностранной словесности», в который Карамзин включил часть своих прозаических переводов.

## Семья

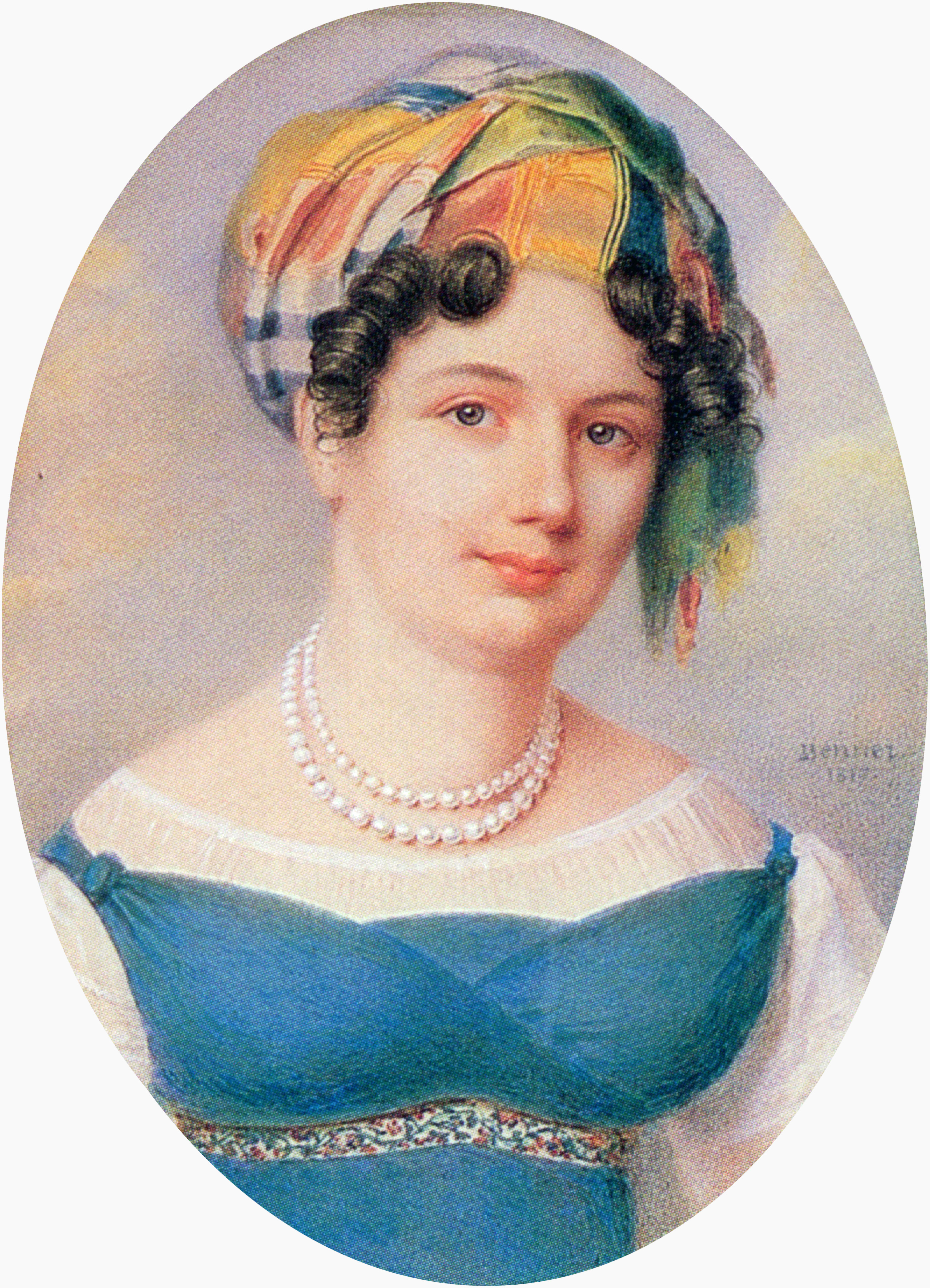
Екатерина Андреевна Карамзина, вторая жена

Н. М. Карамзин был женат дважды и имел 10 детей:
1. Первая жена (с 15 апреля 1801 года) — Елизавета Ивановна Протасова (1767—1802), сестра А. И. Плещеевой и А. И. Протасова, отца А. А. Воейковой и М. А. Мойер. По словам Карамзина, Елизавету он «тринадцать лет знал и любил». Она была женщиной очень образованной и деятельной помощницей мужу. Имея слабое здоровье, в марте 1802 года родила дочь, а в апреле скончалась от послеродовой горячки. Некоторые исследователи считают, что именно в её честь названа героиня «Бедной Лизы».
  - Софья Николаевна (05.03.1802—04.07.1856), с 1821 года — фрейлина, близкая знакомая Пушкина и друг Лермонтова.
2. Вторая жена (с 08 января 1804 года)[46][47]— Екатерина Андреевна Колыванова (1780—1851), внебрачная дочь князя А. И. Вяземского и графини Елизаветы Карловны Сиверс, единокровная сестра поэта П. А. Вяземского.

Дети:
1. Наталья  (26.10.1804[48]—05.05.1810[49])
2. Екатерина Николаевна (1806—1867), петербургская знакомая Пушкина; с 27 апреля 1828 года была замужем за отставным подполковником гвардии князем Петром Ивановичем Мещерским (1802—1876), женатым на ней вторым браком. Их сын — писатель и публицист Владимир Мещерский (1839—1914)
3. Андрей  (20.10.1807—13.05.1813)
4. Наталья  (06.05.1812—06.10.1815)
5. Андрей Николаевич (1814—1854), после окончания Дерптского университета, был вынужден по состоянию здоровья находиться за границей, позднее — отставной полковник. Был женат на Авроре Карловне Демидовой. От внебрачной связи с Евдокией Петровной Сушковой имел детей.
6. Александр Николаевич (1815—1888), после окончания Дерптского университета служил в конной артиллерии, в молодости был великолепным танцором и весельчаком. Был близок с семьёй Пушкина в его последний год жизни. Женат на княжне Наталье Васильевне Оболенской (1827—1892), детей не имел.
7. Николай  (03.08.1817—21.04.1833)
8. Владимир Николаевич (05.06.1819—07.08.1879), член консультации при министре юстиции, сенатор, владелец имения Ивни. Отличался остроумием и находчивостью. Был женат на баронессе Александре Ильиничне Дуке (1820—1871), дочери генерала И. М. Дуки. Потомства не оставили.
9. Елизавета Николаевна (1821—1891), с 1839 года — фрейлина, замужем не была. Не имея состояния, жила на пенсию, которую получала как дочь Карамзина. После смерти матери проживала вместе со старшей сестрой Софьей, в семье сестры княгини Екатерины Мещерской. Отличалась умом и безграничной добротой, принимая все чужие горести и радости близко к сердцу. Писатель Л. Н. Толстой называл её «примером самоотвержения». В семье её ласково звали — Бабу[50].

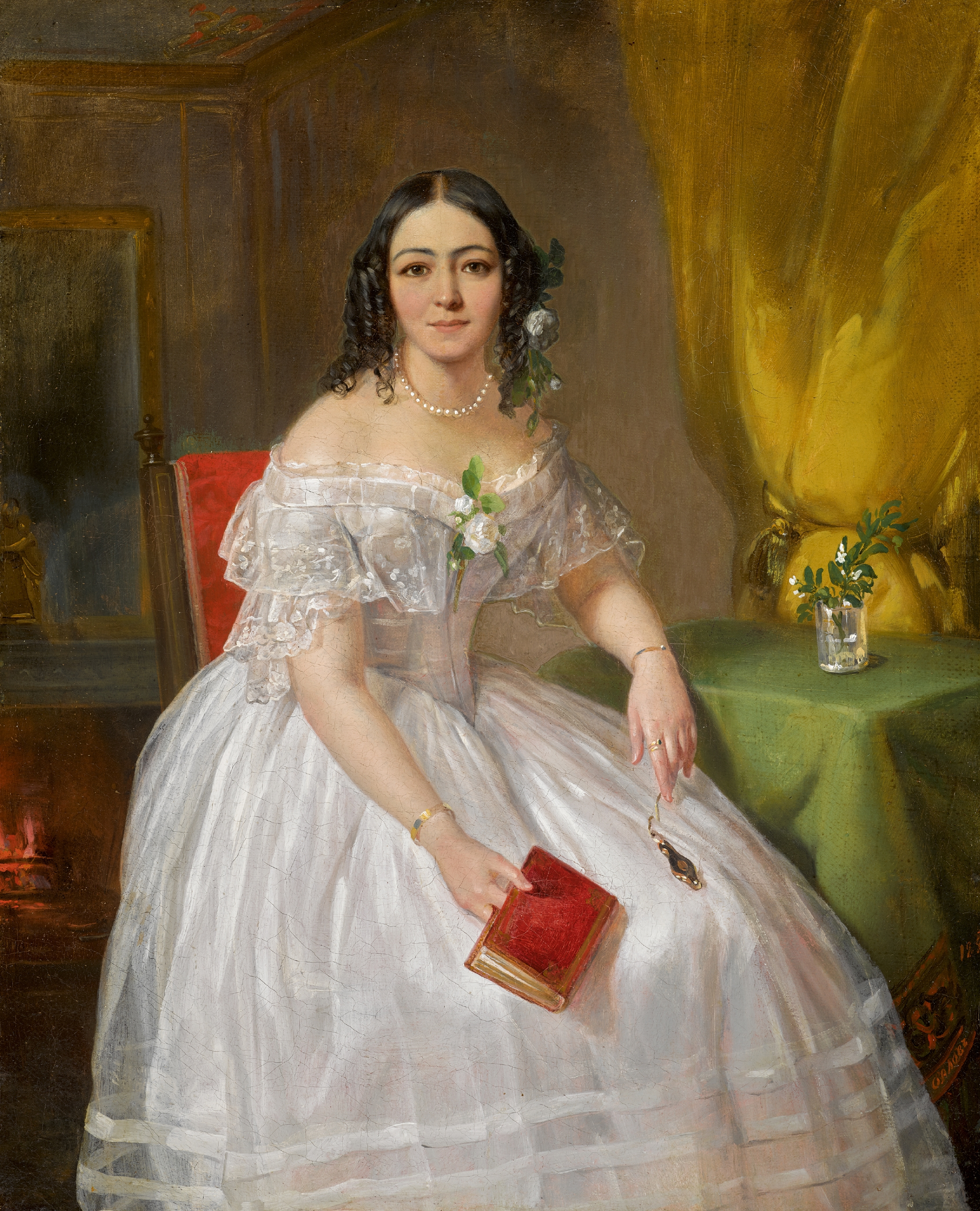
Софья Николаевна, дочь
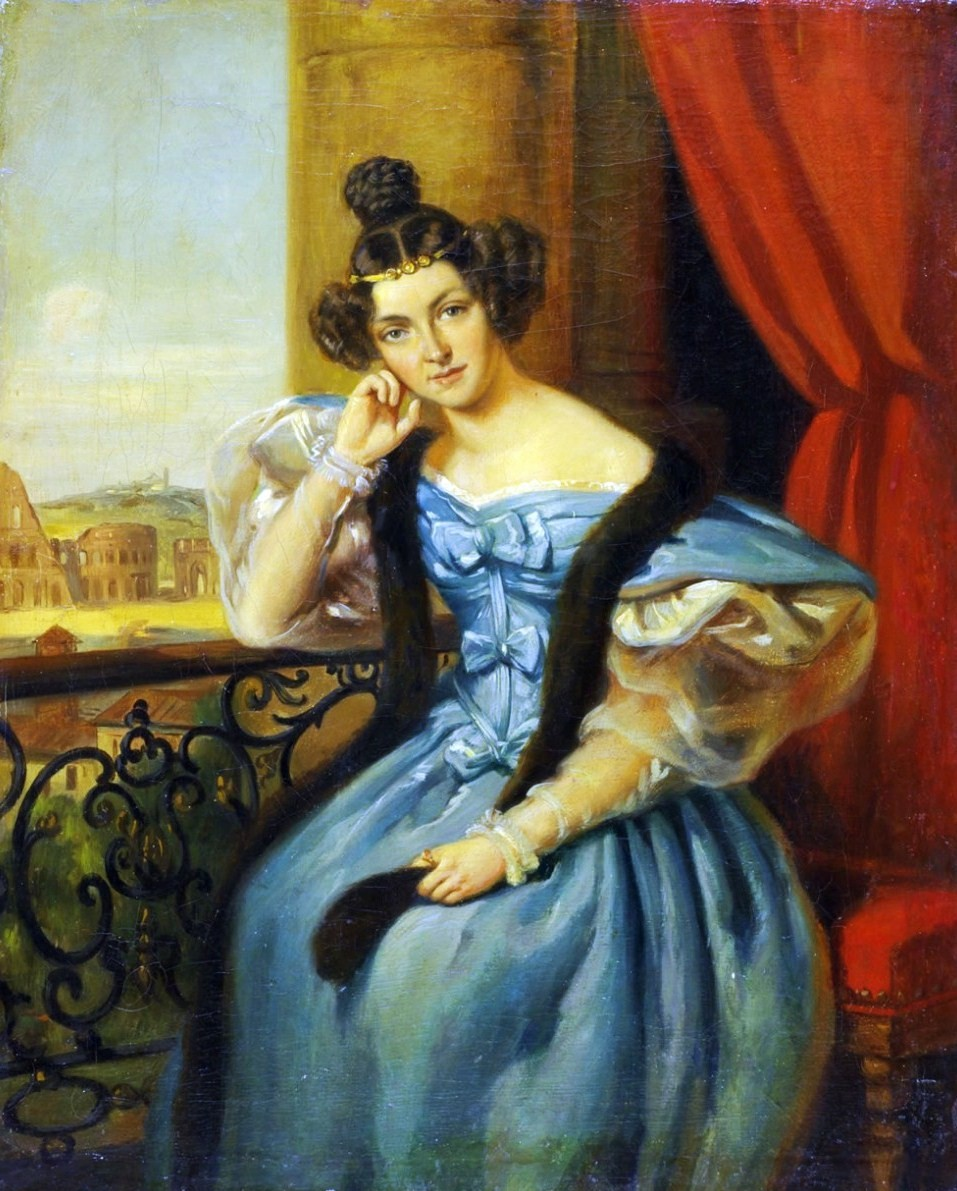
Екатерина Николаевна, дочь
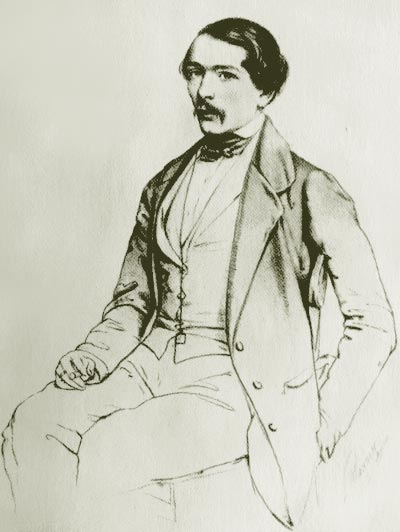
Андрей Николаевич, сын
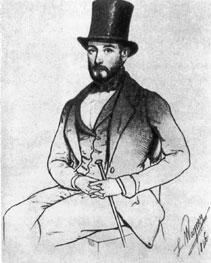
Владимир Николаевич, сын
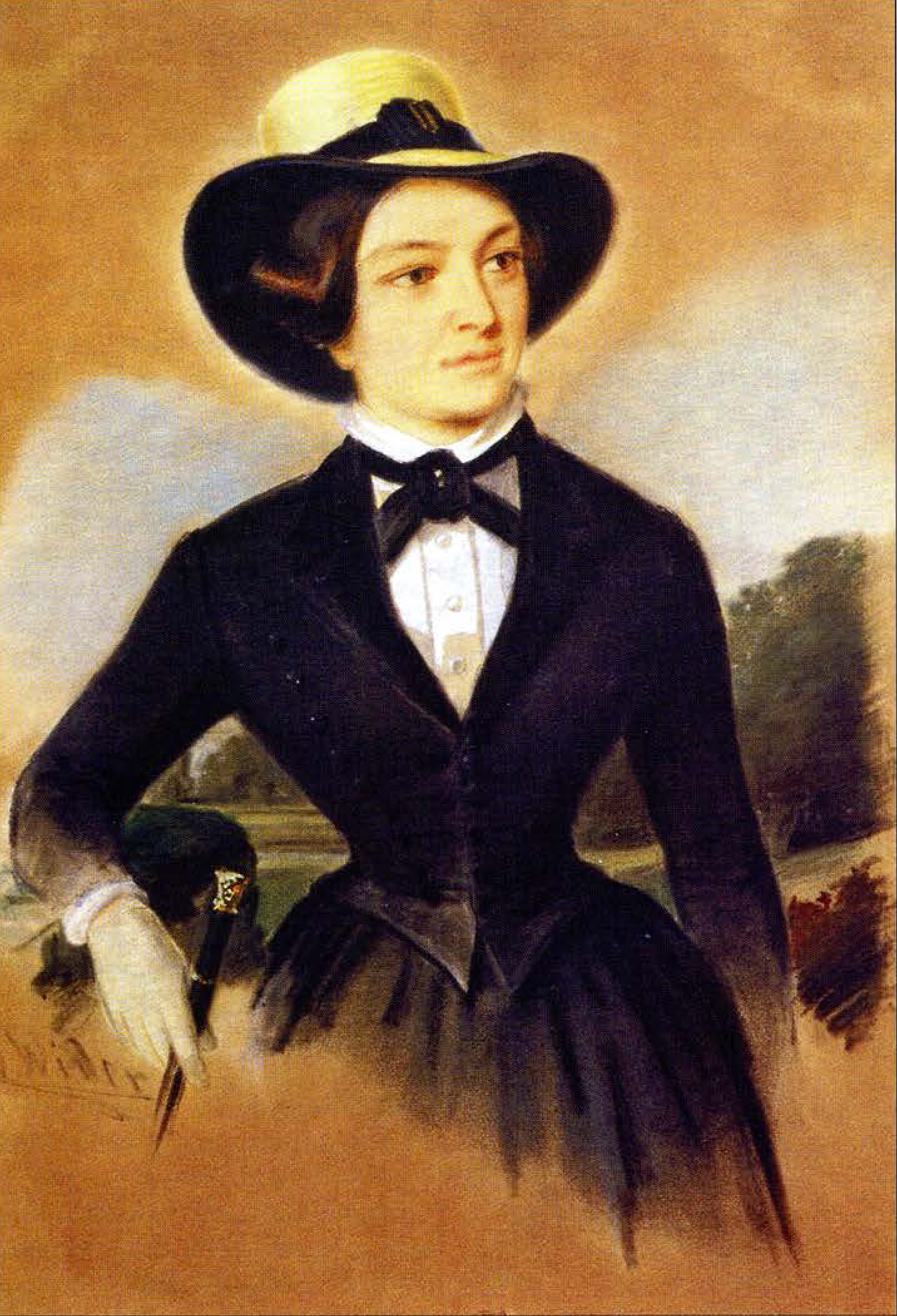
Елизавета Николаевна, дочь
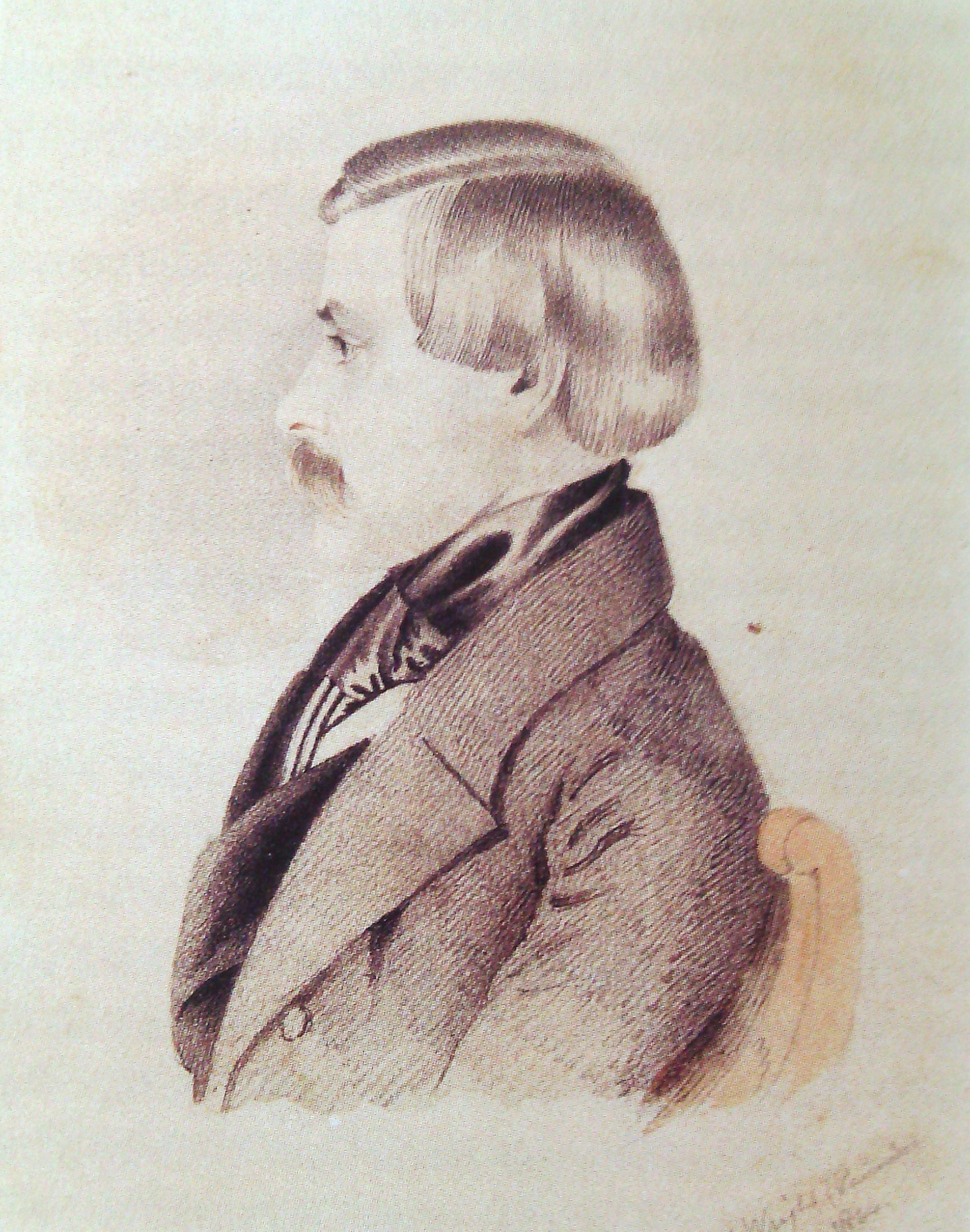
Александр Николаевич, сын.

## Память
Именем писателя названы:

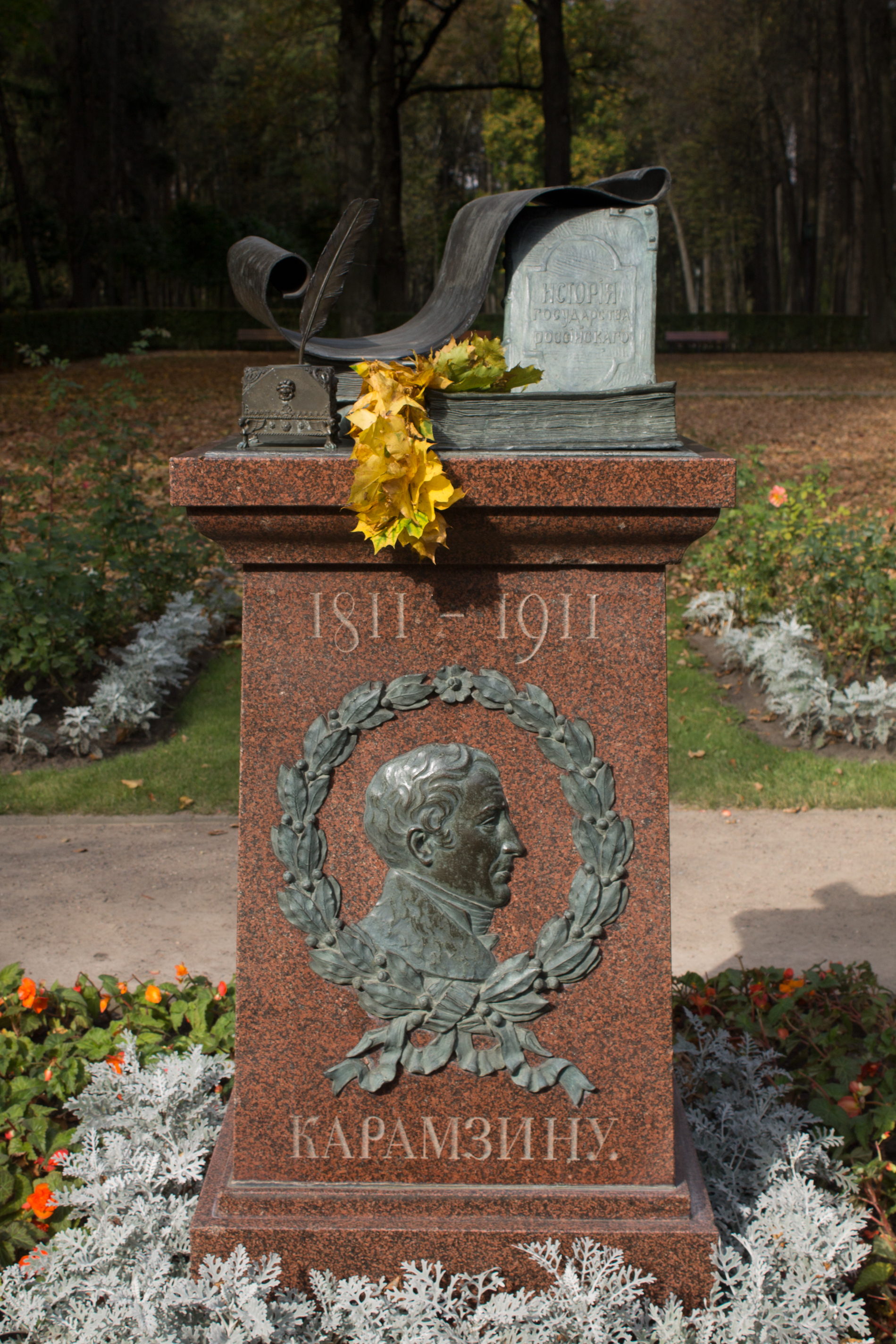
Памятник Н. М. Карамзину (Остафьево).

- Посёлок имени Карамзина — ныне в черте города Ульяновск.
- Проезд Карамзина в Москве
- Улица Николая Карамзина в Калининграде, Красноярске, Майна (Ульяновская область).
- В Ульяновске в 1845 г. был установлен памятник Н. М. Карамзину.
- Памятный знак — в подмосковной усадьбе Остафьево.
- В Великом Новгороде на памятнике «1000-летие России» среди 129 фигур самых выдающихся личностей в российской истории (на 1862 год) есть фигура Н. М. Карамзина
- Карамзинская общественная библиотека в Симбирске, созданная в честь знаменитого земляка, открылась для читателей 18 апреля 1848 года.
- 25 мая 1868 года, к 100-летнему юбилею Н. М. Карамзину, было утверждено «Положение о стипендии Н. М. Карамзина при Симбирской гимназии»[51][52].
- В 2016 году Дворцом книги — Ульяновской областной научной библиотекой, при поддержке Министерства искусства и культурной политики Ульяновской области, Ульяновского отделения Союза писателей России и литературного журнала «Симбирскъ», был организован открытый литературный конкурс «Тебе, наш добрый, чистый гений…» Архивная копия от 25 мая 2018 на Wayback Machine, посвящённый 250-летию со дня рождения Николая Михайловича Карамзина. На этот конкурс принимались стихи о Н. М. Карамзине и по мотивам его произведений.
- 5 мая 2011 года правительство Ульяновской области учредило Медаль Н. М. Карамзина[53].

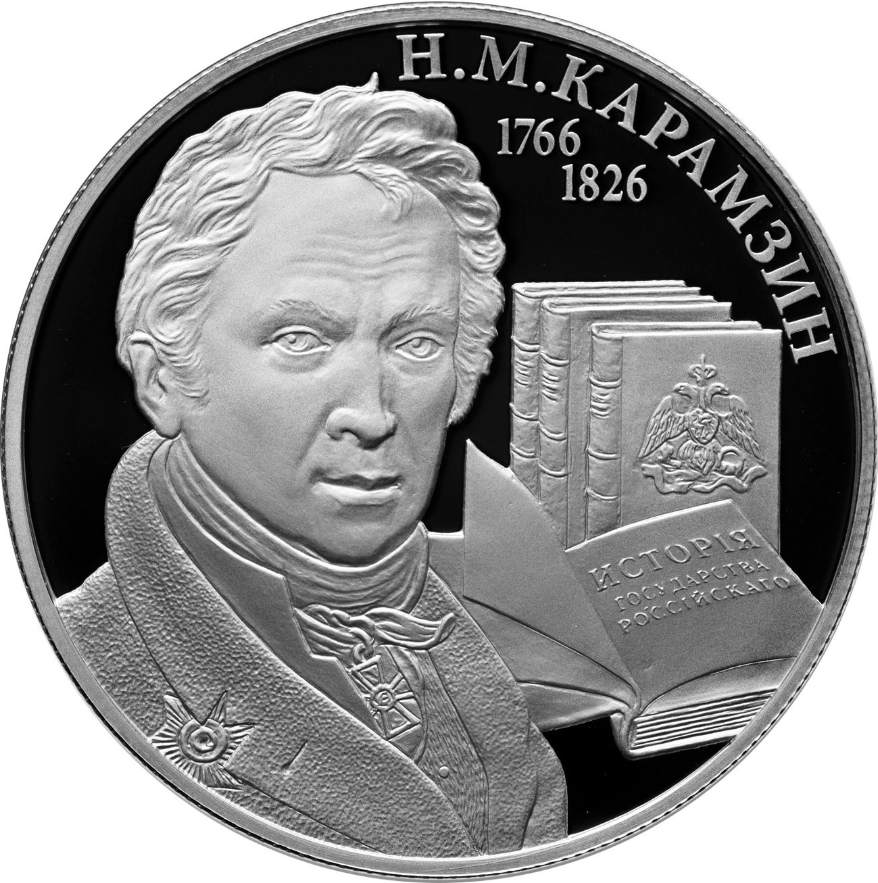
Монета Банка России (2016 г.) — Н. М. Карамзин.

- Монета Банка России (2016 г.) — Н. М. Карамзин.В 2016 году, к 250-летию со дня рождения писателя Центральный Банк России выпустил серебряную памятную монету «Н. М. Карамзин. 1766—1826» номиналом в 2 рубля, серия: «Выдающиеся личности России»[54].
- Флаг и герб Гимовского сельского поселения, в которое входит село Карамзинка, в котором родился Н. М. Карамзин, изображён малый родовой герб Карамзиных.
- В 2010 году Н. М. Карамзину присвоено звание «Почётный гражданин Ульяновской области», с занесением в Золотую книгу Почёта Ульяновской области (посмертно)[55].
- Решением Ульяновской Городской Думы от 4.06.2003 г. Н. М. Карамзину присвоено звание «Почётный гражданин города Ульяновска», которое является высшей наградой муниципального образования «Город Ульяновск»[56].
- 25 сентября 1988 года в честь Н. М. Карамзина назван астероид (3719) Карамзин, открытый в 1976 году советским астрономом Л. И. Черных.

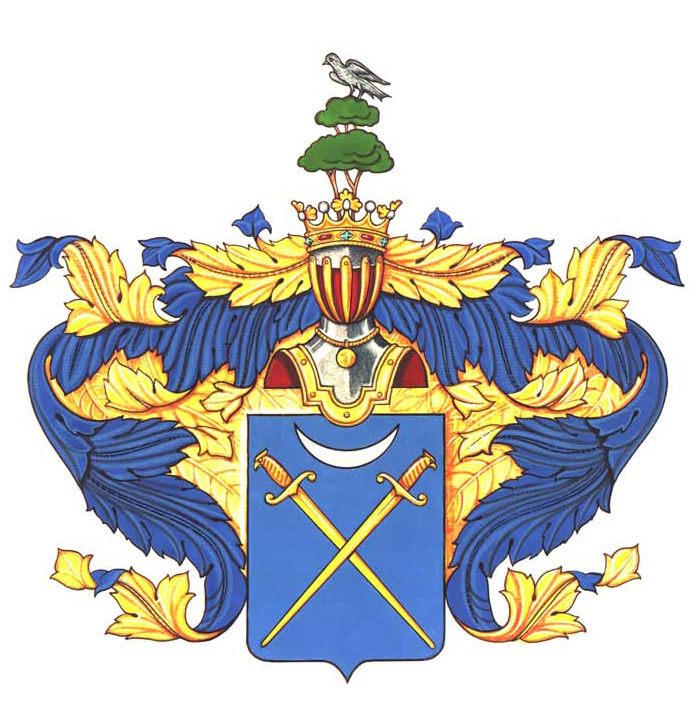
Родовой герб Карамзиных.
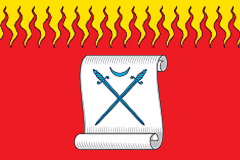
Флаг Гимовского сельского поселения, Ульяновская область.
Награды Ульяновской области — Медаль Н. М. Карамзина.
Нагрудный знак «Почётный гражданин Ульяновской области».

### В филателии

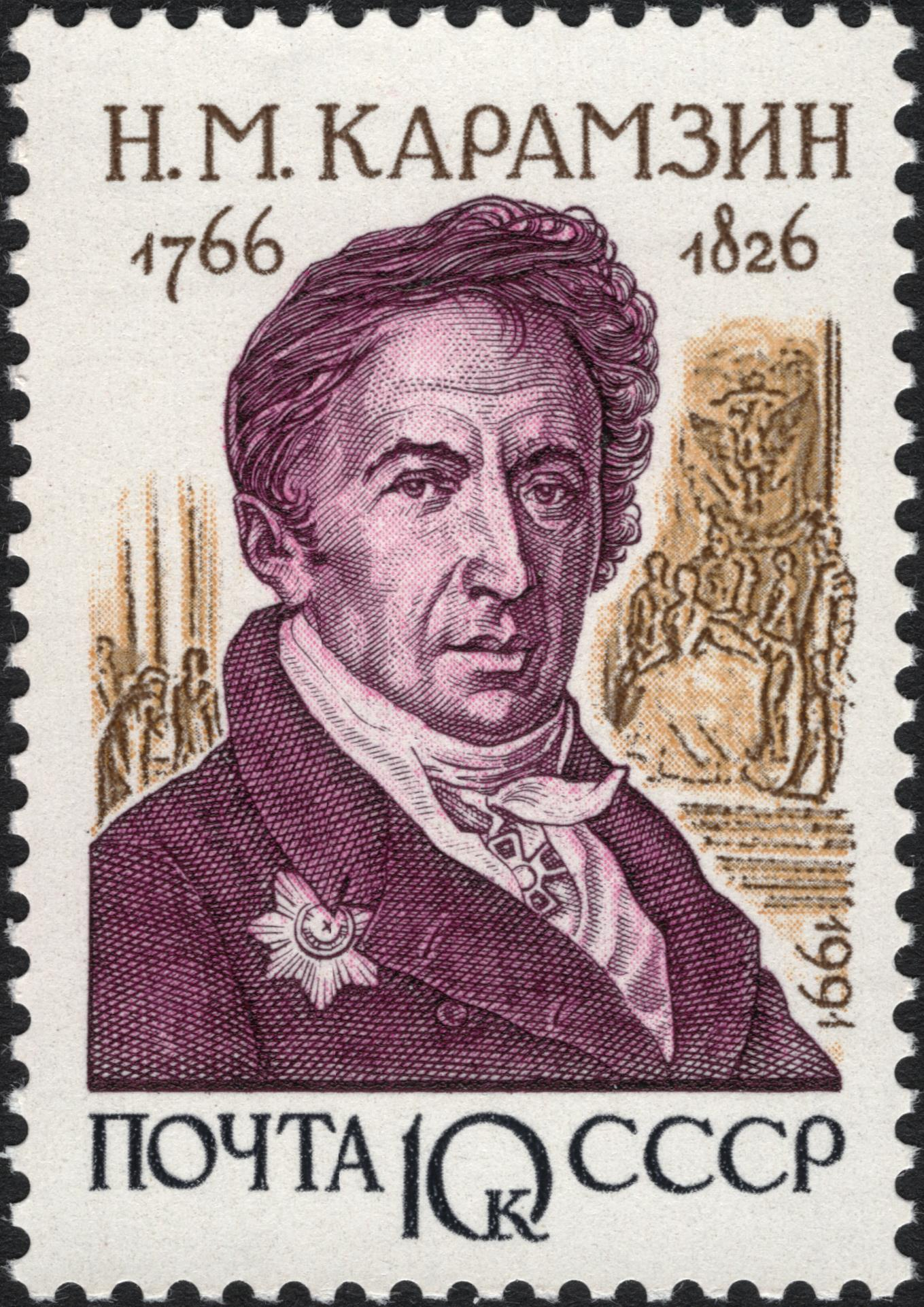
Почтовая марка СССР, 1991, 10 копеек (ЦФА 6378, Скотт 6053)
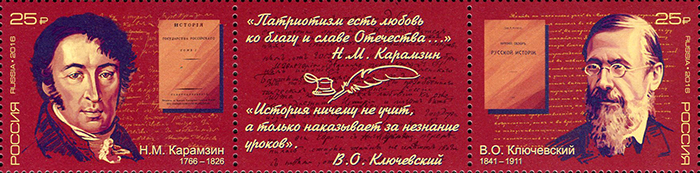
Почтовая марка Россия, 2016
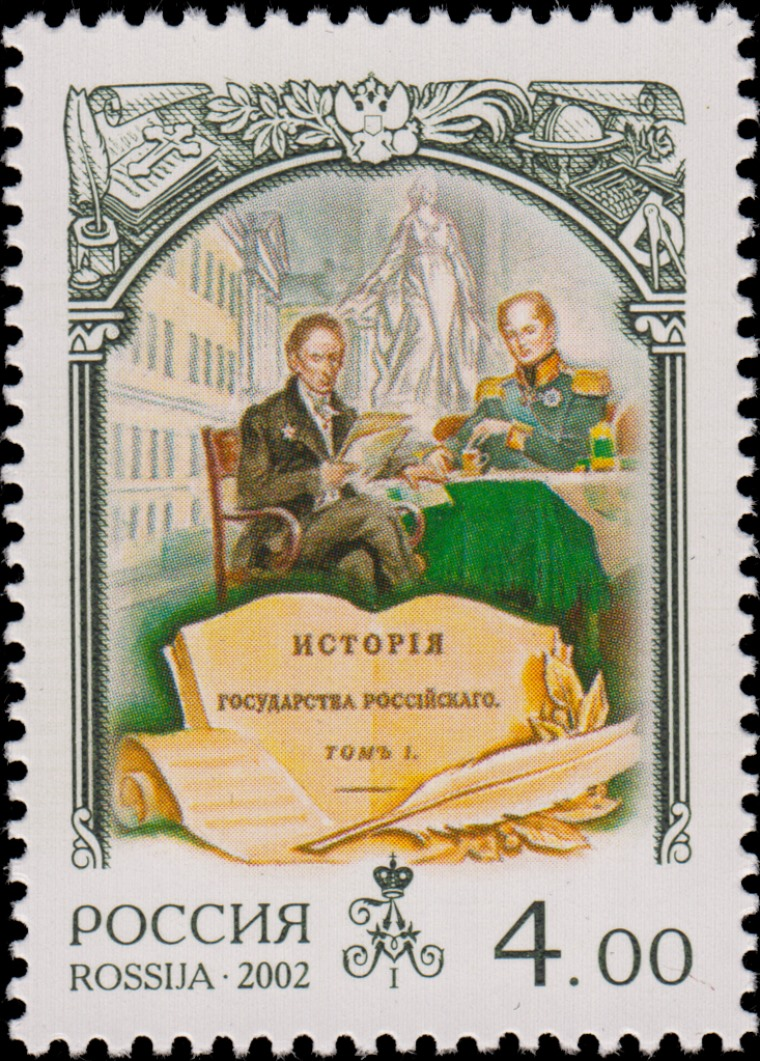
Марка России, 2002 г. Приём Александром I Карамзина в Царском Селе.
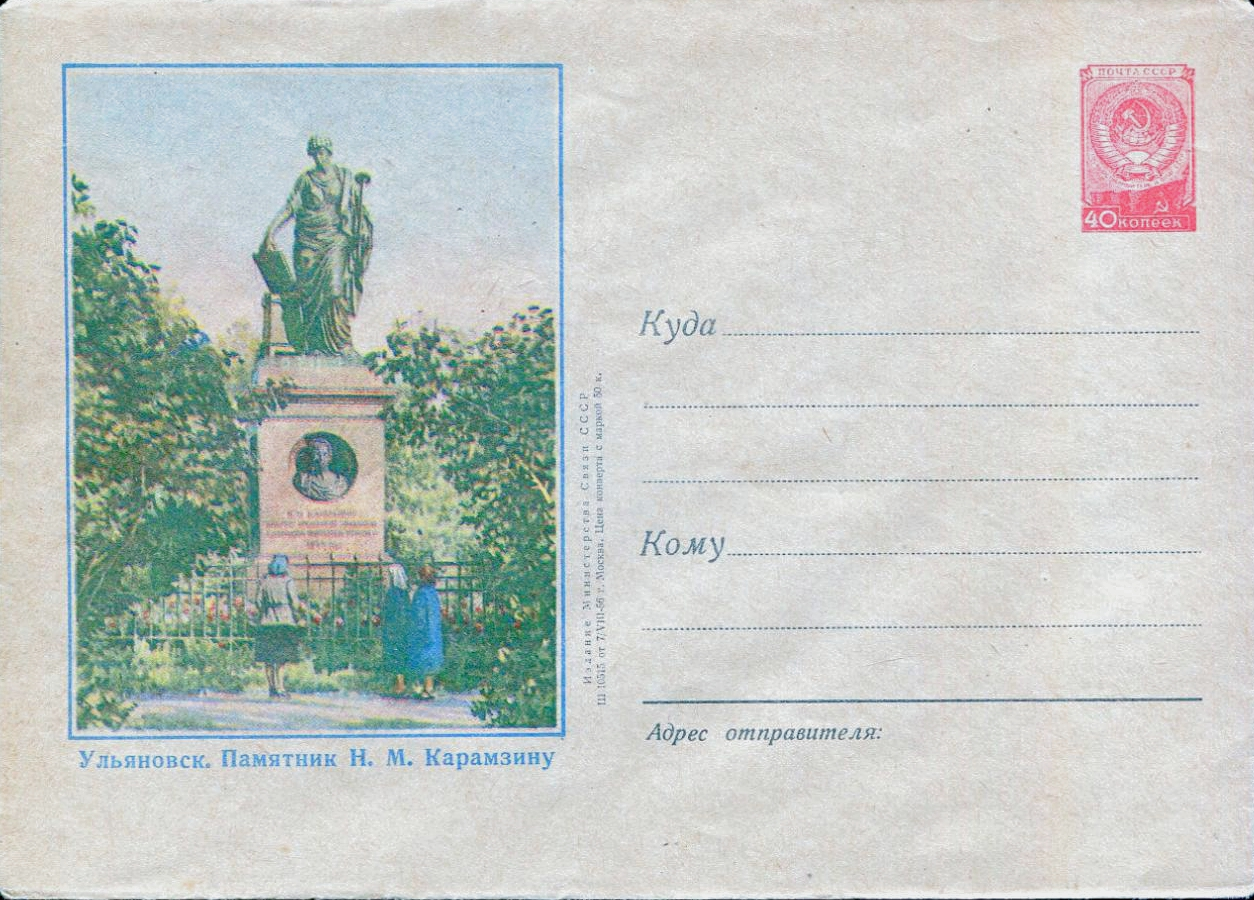
ХМК СССР, 1956 г. Ульяновск. Памятник Н. М. Карамзину.
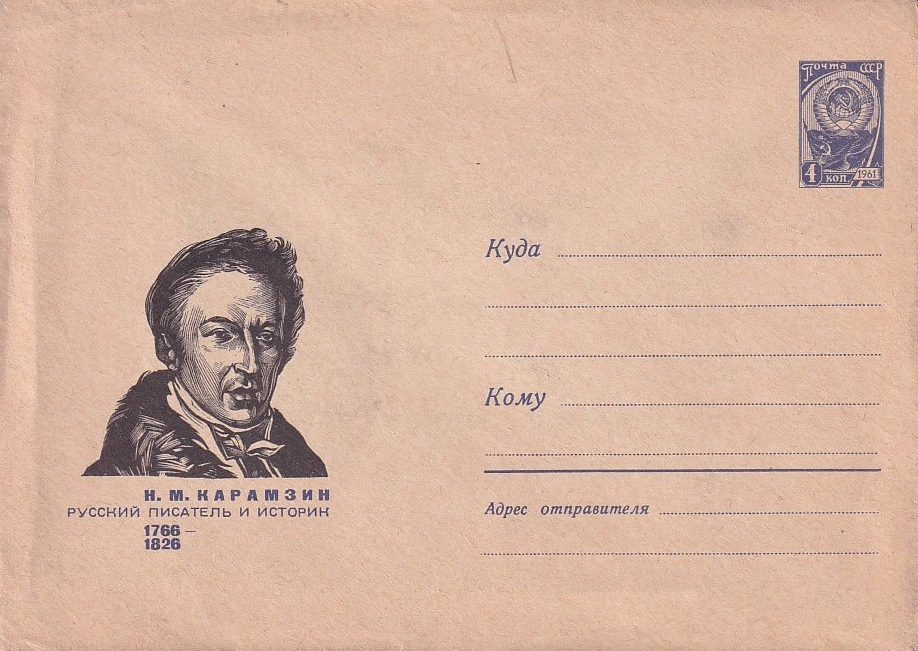
ХМК СССР, 1966. Писатель, историк Н. М. Карамзин.
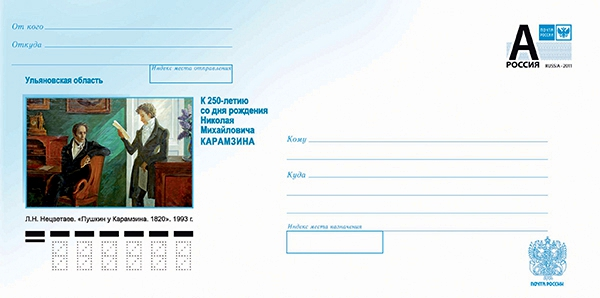
ХМК РФ, 2016. К 250-летию со дня рождения Н. М. Карамзина.
КПД СССР, 1991 г. Отечественные историки. Н. М. Карамзин.

- ХМК СССР, 1966. Писатель, историк Н. М. Карамзин.
- В 1991 году Почта СССР выпустила почтовую марку посвящённую Н. М. Карамзину.
- В 2005 году Министерство связи России выпустило ХМК — «Ульяновск. Памятник Н. М. Карамзину. Установлен в 1845 г.»[57].
- В 2016 году Почта России выпустила почтовую марку посвящённая Н. М. Карамзину.
- В 2016 году Министерство связи России выпустило ХМК — «Ульяновск. 7 — 14 декабря 2016 г. Всероссийская филателистическая выставка. История государства Российского. К 250-летию Н. М. Карамзина.»[58].
- В 2016 году Министерство связи России выпустило ХМК — «Ульяновская область. К 250-летию Н. М. Карамзина. „Л. Н. Нецветаев. Пушкин у Карамзина. 1820“ 1993 г.»[59].